# استعطال
الاستعطال أو عدم التجاوب أو السَّنْجَلة (بالإنجليزية: anergy)‏ هو مصطلح في علم المناعة يصف عدم وجود رد فعل من قبل آليات الدفاع في الجسم ضد المواد الغريبة، ويشكل تحريض مباشر على التحمل الطرفي اللمفاوي.
يكون الفرد في حالة من استعطال عندما يكون الجهاز المناعي غير قادر على شن استجابة مناعية طبيعية ضد مستضد معين، بالعادة مستضد ذاتي. ويقال إن الخلايا الليمفاوية مستعطلة أو واهنة عندما تفشل في الرد على المستضد النوعي. الاستعطال هو واحد من ثلاث عمليات التي تحفز على التحمل المناعي وتعديل جهاز المناعة لمنع التدمير الذاتي (الآخرين هما الخبن النسيلي والتنظيم المناعي).

## الآلية
لاحظ غوستاف نوسال هذه الظاهرة لأول مرة في الخلايا اللمفاوية البائية وأطلق عليها اسم الاستعطال النسيلي. تبقى نسخ الخلايا البائية في هذه الحالة موجودة في الدورة الدموية، ولكنها تكون غير فعالة في تصعيد الاستجابة المناعية. وصف رونالد شوارتز ومارك جينكينز في وقت لاحق امتلاك الخلايا اللمفاوية التائية نفس الآلية. تستغل العديد من الفيروسات (على رأسها فيروس نقص المناعة البشرية) آليات التحمل العامة التي يستخدمها الجهاز المناعي للتهرب منه. يلاحظ أيضًا كبت عدد قليل من العوامل الممرضة (على رأسها المتفطرة الجذامية) لمستضدات معينة.
يعرف مصطلح الاستعطال على المستوى الخلوي بعدم قدرة الخلية المناعية على تكوين استجابة كاملة ضد هدفها. تشكل الخلايا اللمفاوية المنتشرة في الدورة الدموية جيش أولي يدافع عن الجسم ضد الفيروسات والبكتيريا والطفيليات المسببة للأمراض. يوجد نوعان رئيسيان من الخلايا اللمفاوية -الخلايا اللمفاوية التائية والخلايا اللمفاوية البائية. يتحسس عدد قليل من الخلايا اللمفاوية لعوامل معدية معينة. يجند الجسم هذه الخلايا القليلة ويسمح لها بالتكاثر بسرعة عند الإصابة. تسمح هذه العملية -التي تسمى التوسع النسيلي- للجسم بصنع جيش من النسخ المطلوبة عند حاجته إليها بسرعة. تكون هذه الاستجابة المناعية استباقية، وتعتمد نوعيتها على تكاثر نسخ موجودة مسبقًا من الخلايا اللمفاوية استجابةً لمستضد معين (وفق عملية تسمى الانتقاء النسيلي). يكافح هذا الجيش النوعي العامل الممرض المستهدف إلى أن يتخلص الجسم من العدوى. تخضع النسخ النوعية غير الضرورية للموت الخلوي بعد التخلص من العامل الممرض.
لا يتفاعل سوى عدد قليل من الخلايا اللمفاوية مع البروتينات الموجودة عادةً في الجسم السليم. قد يؤدي التوسع النسيلي لهذه الخلايا إلى أمراض المناعة الذاتية، عندما يهاجم الجسم نفسه. تمتلك الخلايا اللمفاوية آلية داخلية نوعية تجنب الجسم الوقوع بمثل هذه المشكلة. تعمل هذه الآلية على إيقاف قدرة الخلايا اللمفاوية على التوسع في حال كان المحفز بروتين تابع للجسم نفسه. يتحرض استعطال الخلايا التائية عندما لا تتلقى تحفيز مساعد كافي بعد التعرف على مستضد معين، بينما تخضع الخلايا البائية للاستعطال بعد التعرض لمستضد ذائب في الدورة الدموية. يتميز استعطال الخلايا البائية بانخفاض التعبير عن الغلوبولين المناعي م على سطحها والتثبيط الجزئي لمسارات التأشير داخل الخلوي.

## الأهمية السريرية
يمكن الاستفادة من الاستعطال لأغراض علاجية؛ كتقليل الاستجابة المناعية التالية لزرع الأعضاء والأنسجة دون إضعاف جهاز المناعة بأكمله، وهو أحد الآثار الجانبية للأدوية المثبطة للمناعة كالسيكلوسبورين. يمكن الاستفادة من الاستعطال بتثبيط استجابة الخلايا اللمفاوية المنشطة في أمراض المناعة الذاتية -كالداء السكري والتصلب المتعدد والتهاب المفاصل الروماتويدي. وبالمثل، قد يساهم منع الاستعطال -الذي يحدث استجابةً للنمو الورمي- في العلاجات المضادة للأورام. يمكن استخدام الاستعطال في العلاج المناعي للحساسية أيضًا.

## التحمل السائد
يضم التحمل المحيطي كل من التحمل السائد والمتنحي (يمثل التحمل المركزي الفرع الرئيسي المقابل للتحمل المحيطي). يرتبط التحمل المتنحي بالخلايا اللمفاوية المعطلة كما هو موضح أعلاه. في المقابل، يقوم الجسم في الشكل السائد بتحويل الخلايا اللمفاوية التائية الساذجة لخلايا تائية منظمة متخصصة تقضي بنشاط على الاستجابة المناعية. على غرار التحمل المتنحي، يعتبر تأشير العامل النووي للخلايا التائية النشطة مهم في حث الخلايا التائية المنظمة. في هذه الحالة، ينشط مسار العامل النووي للخلايا التائية النشطة عامل نسخ آخر يدعى فوكس بي 3. يميز الأخير الخلايا التائية المنظمة، ويساهم في برنامجها الوراثي.